# 实是性
在哲学中，实是性（法語：facticité）有很多种不同的含义——可能只是指“事实性”（factuality）和“偶然性”，也有可能是指关于人类存在（human existence）的种种棘手的境况（intractable conditions）。

## 早期的用法
最早使用这个术语的是德国哲学家約翰·戈特利布·費希特（1762-1814），后来有了很多种含义。它可以指事实（facts），也可以指事实性（factuality），比如在19世纪实证主义之中说的实是性就是指这样的意思。而到了威廉·狄尔泰以及新康德主义那里，这个词开始表示“抵抗解释和解读的东西”。新康德主义者把实是性与理想性（ideality）对立起来，比如尤尔根·哈贝马斯的《在事实与规范之间》（Faktizität und Geltung）。

## 海德格尔
德国哲学家马丁·海德格尔（1889-1976）讨论“实是性”时，把它当作是个体存在（existence）之“被抛掷性”（Geworfenheit），意思是，我们是被“抛掷入世界之中”的。他不仅仅是在指一种残酷的事实，或者说具体历史处境（situation）之事实性，例如“生于80年代”。实是性是这样一种东西：即便你没有注意到它，或者把它丢下不管，它还是已然告知（inform）了存在，并且已经在存在中被接受和采用起来了（taken up）。所以，实是性不是某种我们遇到（come across）并且直接观察（behold）的东西。比如，在情绪（mood）中，实是性的表象是迷一般的，因为它同时涉及了两个方面：既是转而朝向它，又是转而离开它。海德格尔所说的情绪，是思想及意志之境况，并且是思想及意志必须以某种方式对它作出回应的一些境况。就像这样，人类存在之被投掷性（或者说此在）通过情绪而被透露了出来。

## 萨特和波伏瓦
在20世纪中期，法国存在主义者让-保罗·萨特和西蒙·德·波娃也使用了实是性这一术语。他们认为，人类的自由是关于背景（the background）而存在的，并且受到背景的限制；他们用实是性这一术语来意指衬托于这个背景之上的所有具体细节。比如，这可能包括：出生的时间和地点，语言、环境、个体早先的选择，以及他们不可避免的死亡之前景。比如：目前，某个生来就没有双腿的人，他的处境就提前排除了他在海滩上行走的自由；但是如果未来的医学能有办法为此人长出新的腿来，他们的实是性可能就不再排除这种在海滩行走的活动了。

## 近期的使用
实是性这个术语在20世纪欧陆哲学中获得了更加专门的含义，尤其是在现象学和存在主义中，包括埃德蒙德·胡塞爾，马丁·海德格尔，让-保罗·萨特，莫里斯·梅洛-龐蒂以及狄奧多·阿多諾。近期的哲学家，比如乔治·阿甘本，讓-呂克·南希，韓炳哲以及François Raffoul用更新的方式用起了实是性这一观念。
在甘丹·梅亚苏为了挑战“相关主义”（correlationism）这种思想-世界之间关系而作出的哲学筹划之中，实是性也扮演了关键的角色。梅亚苏把它定义为一种原因的缺席：“对于任何现实来说，原因都是缺席的”（“the absence of reason for any reality”），换言之，是这种不可能性：不可能为任何实存者（being）之存在（existence）提供一片终极的基础。

## 中文译名
陳嘉映、王慶節合譯的《存在與時間》譯為實際性；陳宣良等譯《存在與虛無》中譯為「散樸性」，在其後的研究中，陳宣良也將其譯為「器物性」，或「受蔽成存性」。杜小真在對薩特的研究中，将这一概念改譯為「人為性」，強調「人」的自由介入處境的結果，以及與胡塞爾、海德格爾在這個概念解釋上的差異，并避免「散樸性」譯名的可能含混的解釋。馮契、徐孝通主編的《外國哲學大辭典》譯為「事實性」。另有譯為實存性、實然性等。

## 延伸阅读
- J. Van Buren (Trans.), Martin Heidegger. .
- Heidegger, Martin. .
- Sartre, Jean-Paul. . 1965.
- Sartre, Jean-Paul. . 2007.
- Sartre, Jean-Paul. .
- Raffoul, François and Eric Sean Nelson (eds.). .
- Meillassoux, Quentin. . 2009.
- 海德格爾早期哲學中的一個概念：實是性页面存档： （页面存档备份，存于）